# Javier López de Guereña
Javier López de Guereña (Bilbao, 17 de agosto de 1957) es un cantante, músico, compositor, arreglista y productor discográfico español.

## Biografía
Aunque su interés por la composición empieza a manifestarse a una edad muy temprana, es en 1979, al terminar la carrera de Ciencias Biológicas, cuando comienza a dedicar una atención primordial a la música, que culmina en 1983, con el abandono definitivo del ejercicio de la Biología. De formación autodidacta, ha sido asesorado en sus estudios por músicos tales como Miguel Ángel Coria, Luis de Pablo, Pedro Pirfano, Julio Rey y José Luis Ochoa de Olza.
Su actividad musical se ha centrado en gran medida en el terreno del jazz, como guitarrista, compositor y crítico musical. 
En 1984 fundó el grupo «Jazz el destripador» junto a Andreas Prittwitz, Antonio Calero, Fernando Anguita, Juan José González y Jimmy Ríos. Es, también desde este año, estrecho colaborador del cantautor Javier Krahe, durante más de 30 años. Fue crítico de jazz en «Ritmo» desde 1981 hasta 1984 y colaborador del periódico El País. 
En 1984 fue seleccionado en la IV Tribuna de Jóvenes Compositores de la Fundación Juan March con su obra Quinteto para una espera imposible. Comenzó a introducirse en el mundo de la danza en 1986, realizando junto a Félix Cábez el espectáculo de presentación del IMAGFIC. Es un músico de larga obra distribuida principalmente entre el cine, la televisión y gran cantidad de álbumes de otros músicos.
En 2015 empieza a actuar interpretando por primera vez canciones propias.

## Composiciones cinematográficas
- Luchadores: 50 años de CC.OO. Serie documental (de 210 minutos) de Pedro Arjona (2008).
- Barreiros: Motor Humano. Largometraje documental de Marco Besas. (2007).
- Corazones de hielo. Largometraje documental de Pedro Arjona (2007). Hay una versión de menor metraje titulada Las voces de Antígona.
- Arena en los bolsillos. Largometraje de César Martínez Herrada (2006).
- The Tell-Tale Heart. Cortometraje de animación de Raúl García (2005).
- Ausiàs March. Largometraje de Daniel Múgica (2004).
- El refugio del mal. Largometraje de Félix Cábez (2002).
- Manos de seda. Largometraje de César Martínez Herrada estrenado el 8 de octubre de 1998.
- Nicotina. Cortometraje de Martín Costa estrenado el 13 de mayo de 1998.
- You look to look. Cortometraje de Juan Carlos Falcón (1998).
- El día nunca por la tarde (1994). Largometraje de Julián Esteban. Premio de la crítica y Premio del público en el Festival de Cine de Alcalá de Henares de 1995.
- Sálvate si puedes (1994). Largometraje de Joaquín Trincado en colaboración con Javier Krahe. Finalista de los premios cinematográficos 1995 de El Mundo del País Vasco en la categoría de Mejor Banda Sonora.
- Equipaje, lista de espera, pasaporte, 'souvenir' . (1994). Cortometraje de Félix Cábez. Primer premio del Festival de Católica (Italia) y Huelva. Seleccionado en los festivales de Sídney (Australia) y Nueva York.
- Rivelles. Cortometraje de César Martínez Herrada (1993).
- Agua fría. Cortometraje. Nueva versión con nueva música del trabajo anterior (1993).
- Un jarro de agua fría. Videodanza dirigido por Félix Cábez con coreografía y argumento de Juan Domínguez (1993).
- Burlanga. Cortometraje de César Martínez Herrada (1992).
- Detrás del viento. (1992). Videodanza realizado por Félix Cábez con coreografía de Blanca Calvo que obtiene el 1.° Premio del Festival de Vídeo de Nápoles y es posteriormente seleccionado para los Festivales de Vídeo de Fráncfort y París.
- Miss Caribe. Largometraje. Canciones de la película dirigida por Fernando Colomo (1987).

## Orquestaciones
- Pon un hombre en tu vida. Largometraje de Eva Lesmes. Orquestación sinfónica de la música de la película de la que es autor Manuel Villalta (1996).

## Música para televisión
- Comando Chef. Programa de cocina de Elemental Films para TVG (2008).
- Pares y Nines de José Luis Alonso de Santos. Estudio 1 de TVE dirigido por Rafael Galán (2004).
- Ausiàs March de Daniel Múgica. Serie de ficción sobre la vida de este personaje. (180 minutos en dos capítulos). 2003.
- Cosas que importan (octubre de 1999 hasta julio de 2000, La 1 de TVE). Talk show dirigido por Jaume Barberá. Compone, arregla y dirige la banda del programa.
- Buñuel en Hollywood (enero de 2000, Roswell Prod.) Documental dirigido por Félix Cabez para Canal+.
- Sintonía de Enormes documentales: Erik Tortensen de Faemino y Cansado (1999).
- No veas (verano de 1998). Programa dirigido por Rafael Galán y presentado por Pepe Viyuela y Marlène Mourreau.
- Telediario (desde septiembre de 1996 hasta septiembre de 2004). Música para los informativos de La 1 de TVE, interpretada por la Orquesta Sinfónica de RTVE bajo la dirección de Enrique García Asensio.
- Siempre perdiendo (1994, TVE) de Faemino y Cansado.
- Lo que en tiempos se llevó (1994, TVE). Sintonía y fondos para el programa de Guillermo Summers.
- El fenómeno Faemino y Cansado (1994, TVE) de Faemino y Cansado.
- Los unos y los otros (1994, TVE). Sintonía para el programa de Àngel Casas.
- Premios Goya 1994 (1994, TVE). Dirige la orquesta y compone la música de la entrega de premios realizada y dirigida por Rafael Galán.
- El orgullo del tercer mundo (1993, TVE) de Faemino y Cansado.
- Y ahora, ¿qué? (1993, TVE). Sintonía y arreglos de la big-band del programa especial de año nuevo, dirigido por Rafael Galán.
- Devórame dos (1992, TVE). Sintonía y fondos del programa dirigido por Guillermo Summers, Félix Cabez y Juanjo García.
- El 92 cava con todo (1991, TVE). Programa especial de fin de año de Martes y Trece.
- Mujeres (1990, TVE). Serie dirigida por Silvia Arlet.
- Séptimo Cielo (1989, TVE). Serie dirigida por Rafael Galán y protagonizada por Mónica Randall.
- La bola de cristal (1987, TVE). Dirige la big-band del programa en el que se interpretan temas y arreglos de los que es autor.

## Música de concierto
- Zahara, para piano y orquesta, bajo la interpretación de Jenny Lin y la Orquesta Sinfónica de la ciudad de Gijón dirigida por Oliver Díaz.
- Seis piezas para piano (2001, para Los Conciertos de La 2 de TVE).
- Veamos (2001, fagot y electrónica). Estrenado en el Museo Nacional Centro de Arte Reina Sofía (Madrid) en septiembre de 1995 por Dominique Deguiness.
- Los niños de la isla del norte (1999. Cuento sinfónico con texto de Félix Cabez). Estrenado en noviembre de 1999 por la Orquesta Sinfónica de Gran Canaria dirigida por Joachim Harder en el Auditorio Alfredo Kraus (Gran Canaria).
- Calima (1994, electrónica). Estrenado en el Centro de Arte Reina Sofía (Madrid) en septiembre de 1995.
- El misterio de las tijeras vacías (1995, cinco percusionistas) escrita por encargo del C. D. M. C. Estrenada en Sevilla en 1995 por el grupo Panku.
- Flou (1995, orquesta sinfónica). Estrenado en el Festival de Música Contemporánea de Alicante de 1995 por José Luis Temes al frente de la Orquesta Sinfónica del Principado de Asturias.
- La (1994, marimba y vibrófono). Estrenado en 1995 en Valencia por el dúo Fluxux.
- Opciones (1993, para cuatro clarinetes). Estrenado por el cuarteto Bohem en Madrid el 26 de abril de 1993.
- En 1994 el Círculo de Bellas Artes le encarga la orquestación del himno de la entidad escrito por Pascual Marquina y que hasta mayo de ese año no había sido estrenado.
- Interior (1992, para contrabajo solo). Se estrena en Madrid el 13 de abril del mismo año por Antonio García Araque, contrabajo solista de la O.N.E.
- Seis Simpáticas Danzas (Zorcico, tango, sevillana, blues, bourró y reggae). (1992, fagot solista, flauta/flautón, clarinete en si b/clarinete bajo en si b, oboe, piano, percusión, violín, viola, violonchelo y contrabajo). Encargo del Consorcio Madrid Capital Europea de la Cultura. Estrenada en febrero de ese año por el Grupo Círculo bajo la dirección de José Luis Temes. Esta obra participa en mayo de 1993 en el Mes de España en Londres organizado por el Ministerio de Cultura.
- Detrás del viento (1991, trompeta/fliscorno, saxo soprano/alto/tenor, guitarra eléctrica/española, bajo eléctrico scordatto, contrabajo, batería de jazz y electrónica). Estrenada por José Luis Temes en el Festival de Otoño de Madrid.
- Sin piedad (1991, para piano a cuatro manos). Estrenada en Madrid en 1991 por Adela González de la Campa y Menchu Mendizábal.
- Éxtasis (1991, solo silbido). Estrenado este mismo año por Fernando Palacios. Representa a España en la Tribuna de Compositores de la Unesco en 1991. Obtiene la recomendación de Suecia, Dinamarca y Finlandia.
- Las cosas perdidas. Encargo del Centro para la Difusión de la Música Contemporánea. (1988, para flauta, oboe, clarinete, fagot, trompa, piano, viola, violonchelo y contrabajo). Estrenado en 1990 en Madrid por el Grupo Círculo bajo la dirección de José Luis Temes.
- Quintero para una espera imposible (1985, clarinete, corno inglés, trompa, fagot y violonchelo). Premiado por la Fundación Juan March en la IV Tribuna de Jóvenes Compositores. Estrenado en la Fundación March (Madrid) por el grupo Koan dirigido por José Ramón Encinar.

## Música para danza y teatro
- Nena. Espectáculo de títeres de Titiritán Teatro (2007).
- La música en Burelandia, para la exposición El mundo perdido de los oparvorulos: Arte y Cultura de los pueblos de la península de Burelandia que tuvo, por primera vez, lugar en el Museo de América en marzo de 2004.
- Peces, coreografía de Juan Domínguez y Susana Casenave (1996, electrónica).
- O Sole, coreografía de María La Ribot y Juan Loriente (1995, electrónica).
- Solo para Blanca, coreografía de Blanco Calvo (1991, saxo soprano y guitarra eléctrica).
- Detrás del viento, coreografía de Blanca Calvo (1991, trompeta/fliscorno, saxo soprano/alto/tenor, guitarra eléctrica/española, bajo eléctrico scordatto, contrabajo, batería de jazz y electrónica).
- Solo, coreografía de Susana Casanave (1989, saxo soprano y piano).
- Las cosas perdidas, coreografía de Blanco Calvo (1989, para flauta, oboe, clarinete, fagot, trompa, piano, viola, violonchelo y contrabajo).
- Ahí va Viviana, coreografía de Blanca Calvo y María La Ribot (1988, electrónica).
- ...y cuelgo, coreografía de María La Ribot (1987, electrónica).
- Repíteme, coreografía de Blanca Calvo y María La Ribot (1987, dos pianos y contrabajo).
- Grand Pas de Deux, coreografía de José Miguel Bau (electrónica).
- Iris Azul para la coreografía de Blanca Calvo, Algo se está rompiendo (1987, saxo alto, guitarra eléctrica, contrabajo y electrónica).
- Bocanada, coreografía de Blanca Calvo y María La Ribot (1986, electrónica).
- IMAGFIC 86. Música de la gala inaugural del Festival de Cine del mismo nombre con coreografía de Blanca Calvo (1986, para grupo instrumental).

Todas estas piezas han sido estrenadas en el año de su producción y han sido representadas en numerosos festivales de Europa y Estados Unidos.

## Música de jazz
- Arreglista principal de la gira de Miguel Ríos y la Peugeot Big Band (1997).
- En 1995 queda finalista en el Premio de Composición de Jazz de la Sociedad General de Autores y Editores.
- En diciembre de 1992 TVE le encarga la formación y dirección de una gran big-band para el programa especial de año nuevo, titulado Y ahora ¿qué? dirigido por Rafael Galán. En el espacio se interpretan temas clásicos del jazz especialmente arreglados para la ocasión.
- En 1989 recibe el Premio de la Crítica en el II Concurso de Composición de Jazz Contemporáneo de Madrid.
- En 1987 crea la Crystall Ball Band, big-band de jazz en la que interviene como compositor, arreglista y director. Con esta formación participa en el programa de televisión La bola de cristal (TVE) dirigido por Lolo Rico durante los años 1987 y 1988.
- En 1984 crea la formación Jazz el destripador en la que participa como guitarrista y compositor junto a Andreas Prittwitz (saxos, flauta de pico), Juanjo García (bajo eléctrico scordatto), quien sería posteriormente sustituido por Ángel Muñoz Alonso (piano y teclados), Fernando Anguita (contrabajo), Antonio Calero (batería) y Jimmy Ríos (percusión). Con este grupo obtiene diversos premios de ámbito nacional y actúa por toda España hasta el año 1988 en el que el grupo queda en estado de hibernación.

## Canción. Música pop y rock
Desde 1984 colabora con Javier Krahe como guitarrista, compositor y productor de sus grabaciones. A partir de entonces ha colaborado con numerosos grupos de pop y rock como arreglista, productor y, eventualmente, como compositor (Javier Ruibal, Los Toreros Muertos, Ana Belén, Manolo Tena (†), Miguel Ríos, Pasión Vega...).
A raíz del anuncio de Javier Krahe de que iba a tomar un año sabático (año selvático) se decide a preparar un repertorio propio, y en 2015, ya tras el inesperado fallecimiento del mismo empieza a presentar sus temas por salas de toda España, preparando lo que sería su primer disco como solista: Baile de Lágrimas.

## Discografía

### Compositor
- Los niños de la isla del norte. Cuento para narrador y orquesta sinfónica con texto de Félix Cabez. Orquesta Filarmónica de Gran Canaria dirigida por Joachim Harder. Colección La Mota de polvo (Agruparte, 2004).
- El refugio del mal, BSO de la película. Orquesta Sinfónica de la Ciudad de Gijón dirigida por Oliver Díaz (Subterfuge, 2002).
- Broaden in gates (recopilación de varios autores que incluye la pieza Éxtasis). Plásticos Palacios, silbador. (RNE, 1992).
- Detrás del viento. Grupo instrumental formado por Andreas Prittwitz, Matthew Simon, Osvi Grecco, Julio Blasco, Fernando Anguita, Antonio Calero, Juanjo García y el autor, bajo la dirección de José Luis Temes. (RNE, 1991).
- Las cosas perdidas. Grupo Círculo dirigido por José Luis Temes. (GASA, 1990).

### Productor
- Palito (Palito, 2014).
- Land of Opportunity. Repertorio de Siniestro Total, con el Taller Atlántico Contemporáneo dirigido por Diego García (2011).
- Sueño. Javier Ruibal con la Orquesta de Córdoba dirigida por Oliver Díaz. Producción y arreglos. (18 Chulos, 2011).
- Toser y cantar. Javier Krahe (18 Chulos, 2010).
- Querencias y extravíos. Javier Krahe (18 Chulos, 2007).
- Estela. Federico Lechner y Trío Tango-Jazz (Bost, 2006).
- Cinturón negro de karaoke. Javier Krahe (18 Chulos, 2006).
- Lo que me dice tu boca. Javier Ruibal (18 Chulos, 2005).
- Sin ti no somos nada para Médicos del Mundo con 10 artistas nacionales apadrinando a otros tantos artistas inmigrantes (2004).
- ... Y todo es vanidad (Disco homenaje a Javier Krahe). Participan cantantes de los estilos más diversos (Alejandro Sanz, Rosendo Mercado, Enrique Morente, Joaquín Sabina, etc.), pintores y literatos (18 Chulos, 2004).
- Sesión continua. Antonio Serrano y Federico Lechner (Nuevos Medios, 2004).
- Rock & Roll Alimañas (en directo). Pablo Carbonell (18 Chulos, 2004).
- 18 boleros chulos. Ana Belén, Pablo Carbonell, Diego el Cigala, Gemma Corredera, Faemino... (18 Chulos, 2003).
- Cábalas y cicatrices. Javier Krahe (18 Chulos, 2001).
- Aceitunas y estrellas. Pablo Carbonell (18 Chulos, 2000).
- Dolor de garganta. Javier Krahe (18 Chulos, 1999).
- Verdades como puños. Pepín Tre (WEA, 1998).
- Versos de tornillo. Javier Krahe (Discos Lollipop, 1997).
- El misterio de las voces vulgares. Académica Palanca (Don Lucena Discos, 1995).
- Sacrificio de dama. Javier Krahe (Discos Lollipop, 1993).
- Toreros muertos: cantan en español. Coproducción con Nigel Walker y Guillermo Piccolini. Los Toreros Muertos (Pasión, 1992).
- Mundo Caracol. Solo los temas Las piedras I y Las piedras II. Los Toreros Muertos (Ariola Records, 1989).
- Tan raro. Coproducción con Andreas Prittwitz. Manolo Tena (Sony Music, 1988).
- Elígeme. Javier Krahe en directo (Inquietudes, 1988).
- Sin África. Coproducción con Andreas Prittwitz. Sin África (Manzana, 1987).
- Hum... Pork Pie Hat (Serrano, 1987).
- 30 años de éxitos. Coproducción con Andreas Prittwitz. Los Toreros Muertos (Ariola Records, 1986).
- Yo no me llamo Javier (Maxi Single) (Maxisencillo de Los Toreros Muertos). Coproducción con Andreas Prittwitz (Ariola Records, 1986).
- Tentaciones de metro. Coproducción con Andreas Prittwitz. Javier Batanero (Nuevos Medios, 1986).

### Cantante
- Baile de lágrimas (Lemuria, 2016).

## Crítica musical
Ha sido crítico de jazz de la revista Ritmo (1981-1985) y del diario El País (1985-1987). En 1993 colabora con la crítica discográfica de Cuadernos de Jazz. Ha dictado conferencias relativas al jazz en diversos lugares de España y ha participado en numerosas mesas redondas sobre el género y a la relación entre la composición musical y la danza.

## Premios y nominaciones
- Finalista en el Premio de Composición de Jazz de la Sociedad General de Autores y Editores (1995).
- Finalista de los premios cinematográficos 1995 de El Mundo del País Vasco en la categoría de Mejor Banda Sonora.
- Representa a España en la Tribuna de Compositores de la Unesco de 1991. Obtiene la recomendación de Suecia, Dinamarca y Finlandia.
- Premio de la Crítica en el II Concurso de Composición de Jazz Contemporáneo de Madrid (1989).
- Premiado por la Fundación Juan March en la IV Tribuna de Jóvenes Compositores (1985).